# Kevin Thomas (giocatore di football americano)
Kevin Thomas (St. Louis, 20 settembre 1986) è un giocatore di football americano statunitense che gioca nel ruolo di cornerback nella National Football League (NFL) e attualmente è free agent. Fu scelto nel corso del terzo giro (94º assoluto) del Draft NFL 2010 dagli Indianapolis Colts. Al college ha giocato a football alla University of Southern California.

## Carriera professionistica

### Indianapolis Colts
Thomas fu scelto nel corso del terzo giro del Draft NFL 2010 dagli Indianapolis Colts. A causa di un infortunio al ginocchio perse l'intera annata da rookie. Fece ritorno nel 2011 in cui mise a segno 33 tackle e 3 passaggi deviati in nove presenze, cinque delle quali come titolare.

### Philadelphia Eagles
Il 2 agosto 2012, Thomas fu scambiato coi Philadelphia Eagles assieme a una scelta del settimo giro del Draft NFL 2013 per i linebacker Moise Fokou e Greg Lloyd Jr. Non disputò alcuna gara con gli Eagles prima di venire svincolato.

## Vittorie e premi
Nessuno

## Statistiche
| Partite totali      | 9   |
| Partite da titolare | 5   |
| Tackle              | 32  |
| Sack                | 0,0 |
| Intercetti          | 0   |

Statistiche aggiornate alla stagione 2012